# Замслагвер
Замслагвер (нід. Zaamslagveer) — селище в нідерландській провінції Зеландія. Входить до муніципалітету Тернезен.